# Tikhon de Moscou

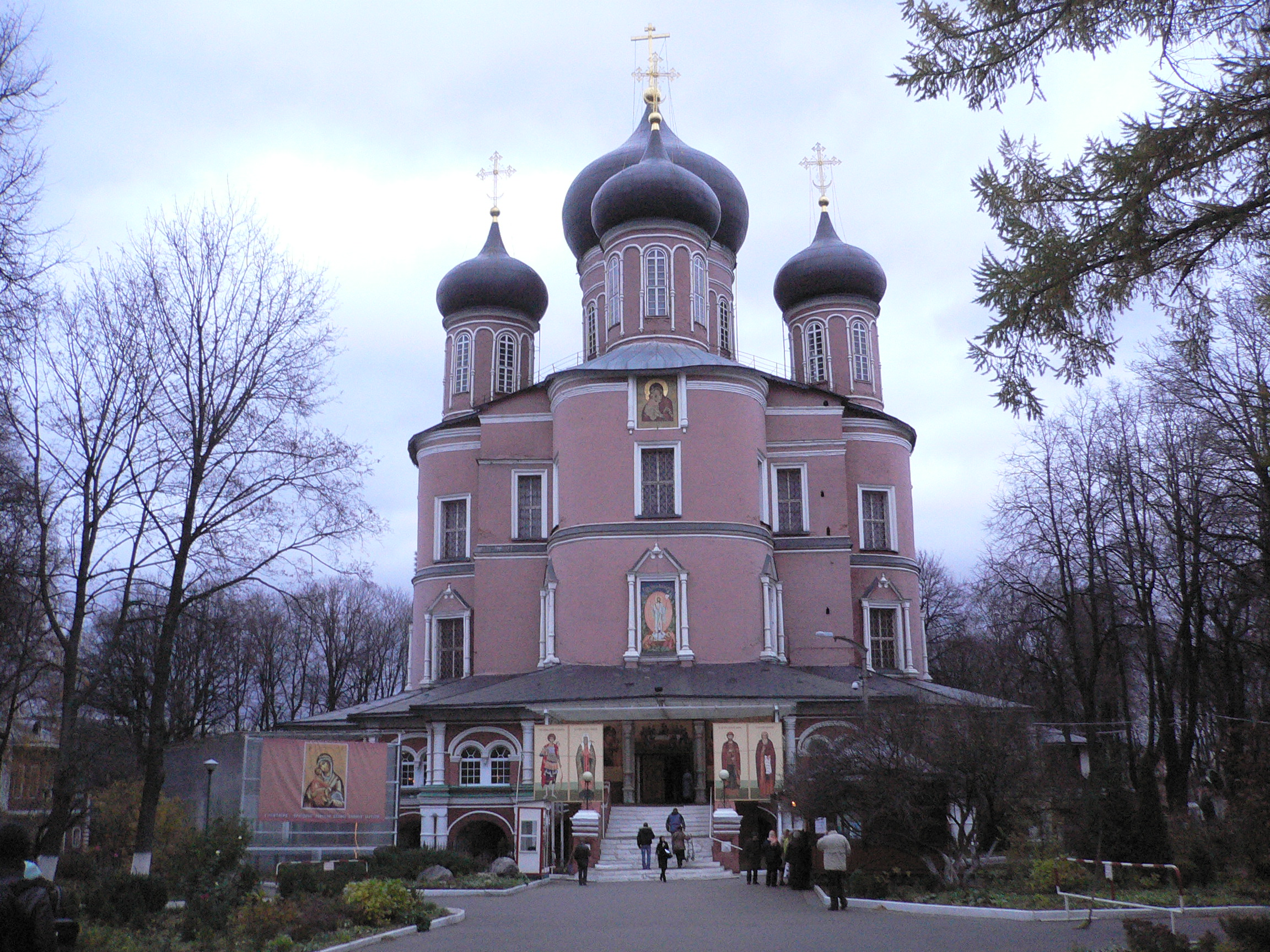
Église principale du monastère Donskoï de Moscou.

Saint Tikhon de Moscou (né Vassili Ivanovitch Bellavine, en russe : Василий Иванович Беллавин, le 19 janvier 1865 (31 janvier dans le calendrier grégorien), mort le 7 avril 1925) est, entre 1917 et 1925, patriarche de Moscou et de l'Église orthodoxe de Russie. Il est canonisé en 1989.
Dernier patriarche de l'Église russe, il est détenu jusqu'à sa mort dans le monastère Donskoï. Il avait prédit : « la nuit sera sombre et longue, très longue ».
Il est enterré au cimetière du monastère, où il est rejoint en l'an 2000 par l'écrivain Ivan Chmeliov, mort en exil et le 3 octobre 2005, par les cendres du général Anton Dénikine et du philosophe russe Ivan Iline.
Le peintre Pavel Korine qui a assisté en 1925 aux obsèques du patriarche, a voulu lui rendre hommage en lui consacrant un tableau intitulé Requiem pour la Russie qui disparaît. Commencée en 1926 cette œuvre n'a jamais pu être achevée.

## Jusqu'au patriarcat
De 1878 à 1883, il fait ses études au Séminaire théologique de Pskov. En 1888, à l'âge de 23 ans, il passe ses examens à l'Académie théologique de Saint-Pétersbourg en tant que laïc. Il revient ensuite au séminaire de Pskov pour y devenir professeur de morale et de théologie dogmatique. En 1891, à l'âge de 26 ans, il prononce ses vœux monastiques et reçoit le nom de Tikhon en l'honneur de saint Tikhon de Zadonsk. Il est consacré évêque de Lublin, le 19 octobre 1897. Le 14 septembre 1898, il est nommé évêque des Îles Aléoutiennes et de l'Alaska. En tant que chef de l'Église orthodoxe russe en Amérique, il réorganise son diocèse et en change le nom en « Diocèse des Îles aléoutiennes d'Amérique du Nord » en 1900. Pendant qu'il vit aux États-Unis, l'archevêque Tikhon reçoit la nationalité américaine.
Il a deux évêques auxiliaires aux États-Unis : Innocent (Poustynsky) en Alaska, et Raphaël de Brooklyn. En juin 1905, il donne sa bénédiction pour la création du monastère Saint-Tikhon en Pennsylvanie. Le 22 mai 1901, il bénit la première pierre de la Cathédrale Saint-Nicolas de Brooklyn, et il s'investit également dans la création d'autres églises en Amérique du Nord. Le 9 novembre 1902, il célèbre la première liturgie en la Cathédrale Saint-Nicolas de Brooklyn pour les immigrants arabophones relevant du patriarcat orthodoxe d'Antioche. Deux semaines plus tard, il la consacre.
En 1907, il revient en Russie, et est nommé évêque de Iaroslavl, puis transféré à Vilna (aujourd'hui Vilnius en Lituanie), le 22 décembre 1913. Le 21 juin 1917, il est élu évêque de Moscou par le Congrès diocésain des clercs et des laïcs. Le 15 août 1917, il est élevé à la dignité de métropolite de Moscou. Le 5 novembre de la même année, après que Tikhon ait été élu comme l'un des trois candidats au Patriarcat de Moscou qu'on venait de restaurer, le Métropolite Vladimir de Kiev annonce qu'il a été choisi pour le poste après tirage au sort comme nouveau patriarche de l'Église orthodoxe de Russie.

## Patriarcat
Pendant la guerre civile russe, le Patriarche est généralement considéré comme anti-bolchévique et de nombreux membres du clergé orthodoxe sont emprisonnés ou exécutés par le nouveau régime. Tikhon condamne publiquement l'assassinat de la famille impériale en 1918, et proteste contre les attaques violentes des bolcheviks contre l'Église.
En 1922, Lénine ordonne la saisie de tous les biens de l'Église, officiellement comme contribution pour lutter contre la famine qui sévit dans le pays. Le Patriarche accepte la cession de tous les biens non-sacrés, mais proteste contre la saisie des biens sacrés. 
En conséquence, le Patriarche est accusé d'être un saboteur par le gouvernement communiste, et est pour ce motif incarcéré d'avril 1922 à juin 1923 au monastère Donskoï. Parmi les actes qu'on lui reproche figure sa protestation publique contre la nationalisation des biens de l'Église. Cette persécution a une résonance internationale et est l'objet de plusieurs notes adressées au gouvernement soviétique.
Sous la pression des autorités, le patriarche Tikhon publie plusieurs messages aux croyants dans lesquels il dit notamment qu'il n'est « plus ennemi du pouvoir soviétique ». Une analyse textuelle de ces messages montre des similitudes avec un certain nombre de documents sur l'Affaire Tikhon retrouvés au Politburo bolchevique. Malgré sa déclaration de loyauté, il continue à jouir de la confiance de la communauté orthodoxe en Russie. En 1923, il est « déposé » par un concile de la prétendue Église vivante, dirigé en sous-main par les Soviets, qui décrète que « désormais il n'était plus que le simple citoyen Andreï Bellavine ». Cette déposition n'est jamais reconnue comme un acte libre de l'Église orthodoxe russe, et est de ce fait considérée comme nulle.
En 1924, le patriarche tombe malade et est hospitalisé. Le 5 avril 1925, il sert sa dernière Liturgie Divine, et meurt deux jours plus tard, jour de la fête de l'Annonciation. Il est enterré le 12 avril à l'église d'hiver du monastère Donskoï à Moscou. Dès le moment de sa mort, il est généralement regardé comme un martyr ou un confesseur de la foi.

## Canonisation
Tikhon est canonisé par les hiérarques de l'Église orthodoxe russe hors frontières en 1981, dans le cadre de la grande glorification des nouveaux martyrs et confesseurs victimes de la persécution soviétique. Il est ensuite canonisé par l'Église orthodoxe russe (Concile des évêques du 9 octobre 1989). Cette canonisation ultérieure est généralement considérée comme un signe du dégel des relations entre l'Église et le pouvoir soviétique pendant la Glasnost.
Le 19 février 1992 (selon une autre source, le 22 février) ses reliques sont retrouvées presque intactes. Elles sont placées dans un reliquaire et le 23 mars 1992 (5 avril dans le calendrier grégorien), cinquante évêques les transférèrent solennellement à la principale cathédrale du monastère Donskoï en un lieu d'honneur à proximité du sanctuaire.